# Drymoreomys
Drymoreomys là một chi động vật gặm nhấm thuộc tông Oryzomyini, sinh sống trong các rừng nhiệt đới bờ biển Đại Tây Dương của Brasil. Loài duy nhất, D. albimaculatus, chỉ được biết đến từ bang São Paulo và Santa Catarina và không được đặt tên cho đến năm 2011. Loài này sinh sống trong các khu rừng ẩm ướt trên triền núi phía đông của Serra do Mar và có thể sinh sản quanh năm. Mặc dù phạm vi của nó là tương đối lớn và bao gồm một số khu vực được bảo vệ, phạm vi này là chắp vá và bị đe doạ, và những người phát hiện khuyến nghị rằng loài này được coi là "loài sắp nguy cấp" vào Sách đỏ IUCN. Trong tông Oryzomyini, Drymoreomys dường như có mối liên quan chặt chẽ nhất liên quan đến Eremoryzomys từ dãy núi Andes của Peru, một mối quan hệ địa sinh vật bất thường.
Với khối lượng cơ thể của 44-64 g, Drymoreomys là một loài động vật gặm nhấm có kích thước trung bình với bộ lông dài có từ màu cam đến đỏ da bò ở trên và hơi xám với các mảng màu trắng ở bên dưới. Lòng bàn chân sau rất phát triển và có lông màu nâu ở phía trên của bàn chân. Đuôi có màu nâu ở trên và dưới. Phần phía trước của hộp sọ tương đối dài. Vòm miệng ngắn. Một số đặc điểm của bộ phận sinh dục không được tìm thấy trong bất kỳ loài tông Oryzomyini nào khác.

## Phát hiện và đặt tên
Drymoreomys được ghi nhận lần đầu năm 1992 bởi Meika Mustrangi ở bang São Paulo. Sinh vật này được mô tả chính thức năm 2011, khi Alexandre Percequillo và đồng nghiệp đặt tên nó làm một chi và loài mới thuộc tông Oryzomyini: Drymoreomys albimaculatus. Tên chi, Drymoreomys là sự kết hợp các từ tiếng Hy Lạp: δρυμός (drymos), là "rừng", ὄρειος (oreios), là "sống ở núi", và μῦς (mys), là "chuột". Tên loài, albimaculatus, xuất phát từ tiếng Latin albus, "trắng", và maculatus, "đốm", chỉ các đốm trắng trên lông con vật.

## Hình ảnh

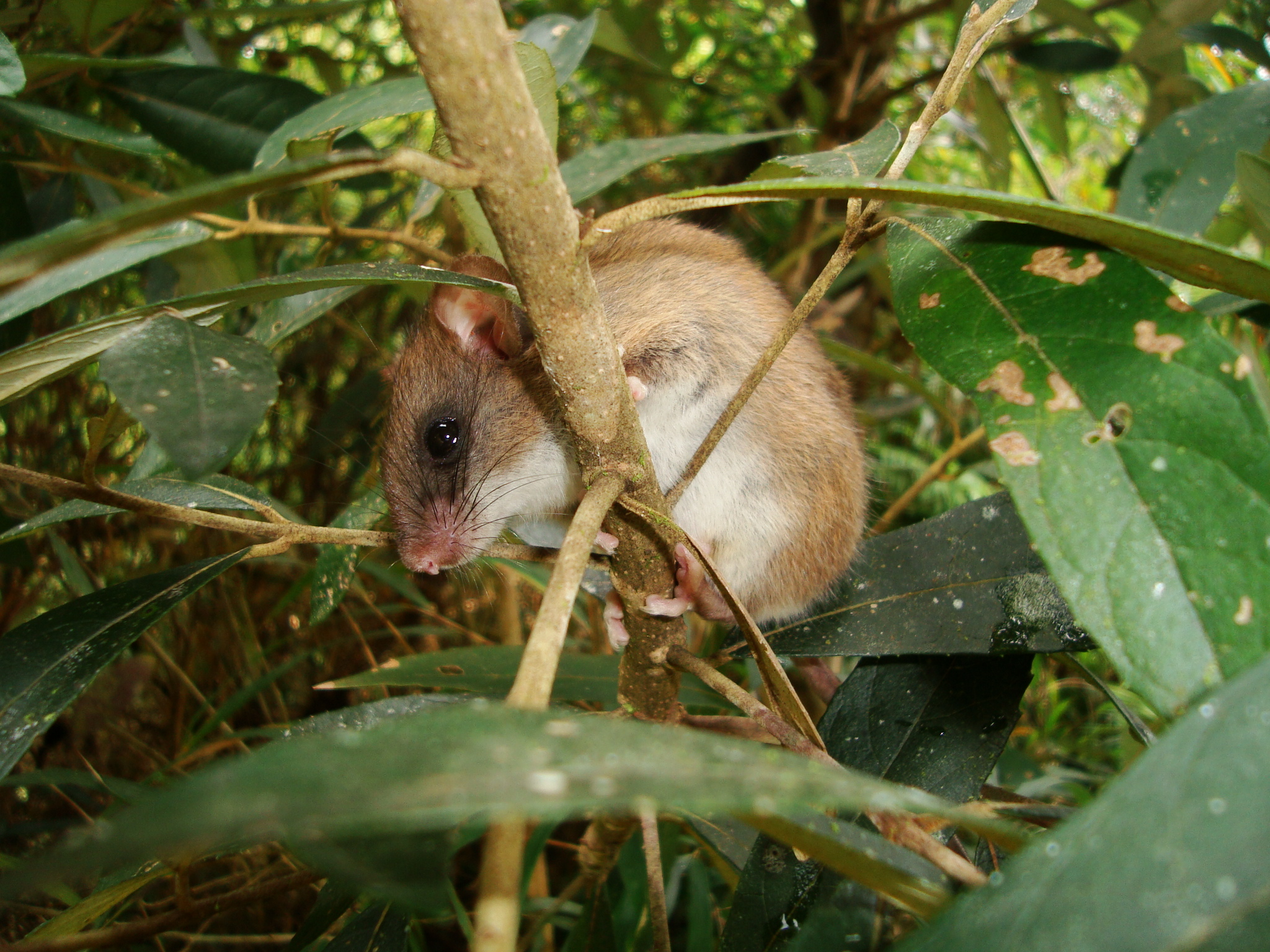